# Bergheide (Finsterwalde)

Ausschnitt aus dem Messtischblatt 2543 – Kl. Leipisch – von 1934. Der Ort Bergheide (sorb. Gora).

Bergheide (umbenannt 1937, davor Gohra, niedersorbisch Góra) war ein Dorf im ehemaligen Landkreis Finsterwalde, das südöstlich von Finsterwalde und nördlich von Lauchhammer lag. Die Ortschaft befand sich auf einer bewaldeten Hochfläche und war mit einer Höhenlage von bis zu 166 m ü. NN der höchstgelegene Ort im Altkreis Finsterwalde. Die Nachbargemeinden waren im Osten Sallgast, im Norden Lichterfeld, im Westen Sorno und im Süden Kostebrau und Lauchhammer.
Ortsteile von Bergheide waren Kleine Mühle, Haide-Mühle, Gohraer Pechhütte (5 Einwohner, 1820), Lichterfelder Pechhütte (16 Einwohner, 1820), Forsthaus Gohra.
Im Raum Bergheide konnte ein etwa zehntausend Jahre alter Feuersteinabbau in Form von bis zu drei Meter tiefen Gruben nachgewiesen werden.
Die Ersterwähnung von Gohra erfolgte im Juli 1487 in einer Belehnungsurkunde des Klosters Dobrilugk. Bis zum Januar 1870 wurde Gohra in die Parochie Massen eingepfarrt, danach in die Parochie Sallgast. 1891 erhielt Gohra einen eigenen Filialkirchenbau. Die Kirche war ein einfacher rechteckiger gelber Verblenderbau mit quadratisch angelegtem Westturm sowie einer fünfseitiger Apsis im Osten. Im Süden war eine Sakristei vorgesetzt. Im Inneren waren sowohl die dreiseitig eingebauten Emporen als auch der schlichte Kanzelaltar nüchtern gestrichen. Zwei Glocken krönten den Turm, von denen die größere der beiden 1917 für den Krieg eingeschmolzen wurde. Das Besondere der Gohraer Kirche war, dass das Haus auch in der Zeit der DDR im Eigentum der Kommune verblieb. Erst 1954 wurde die Kirche an die Kirchengemeinde Sallgast überschrieben. 1985 fand der letzte Gottesdienst in der Kirche statt, 1987 wurde das Haus abgebrochen. Das Inventar der Kirche ist weitestgehend abhandengekommen. Die letzte Glocke ist heute in der Kirche in Münchhausen und ruft dort zum Gottesdienst.
1937 wurde der Ort im Zuge der nationalsozialistischen Germanisierung sorbischstämmiger Ortsnamen in „Bergheide“ umbenannt. Anders als in den meisten Lausitzer Orten erhielt er seinen ursprünglichen Namen nie zurück.
Ende der 1980er Jahre musste Bergheide dem vorrückenden Tagebau Klettwitz-Nord endgültig weichen, ein Teil der Ortsumsiedlung erfolgte bereits 1964. 1987/88 wurde letztlich auch der Hauptort vollständig abgebaggert. Die letzten 170 von einst 478 Dorfbewohnern wurden hauptsächlich nach Finsterwalde und Lauchhammer umgesiedelt. Zum 1. Januar 1988 wurde die Gemarkung des devastierten Ortes dem Stadtgebiet von Finsterwalde einverleibt.
Einwohnerentwicklung 1820 bis 1985:
| Datum      | Bevölkerung | Datum      | Bevölkerung | Datum      | Bevölkerung | Datum      | Bevölkerung |
| ---------- | ----------- | ---------- | ----------- | ---------- | ----------- | ---------- | ----------- |
| 1820       | 90          | 1852       | 228         | 1854       | 192         | 1868       | 200         |
| 01.12.1871 | 300         | 01.12.1875 | 351         | 01.12.1890 | 498         | 02.12.1895 | 593         |
| 01.12.1900 | 837         | 01.12.1905 | 964         | 01.12.1910 | 1102        | 16.06.1925 | 977         |
| 16.06.1933 | 888         | 17.05.1939 | 887         | 29.10.1946 | 968         | 31.08.1950 | 953         |
| 31.12.1964 | 662         | 01.01.1971 | 588         | 31.12.1981 | 475         | 31.12.1985 | 290         |

Ehemalige Bergheider Bürger erinnern seit den 1990er-Jahren mit einem Gedenkstein nahe der Sallgaster Kirche an das devastierte Bergheide.

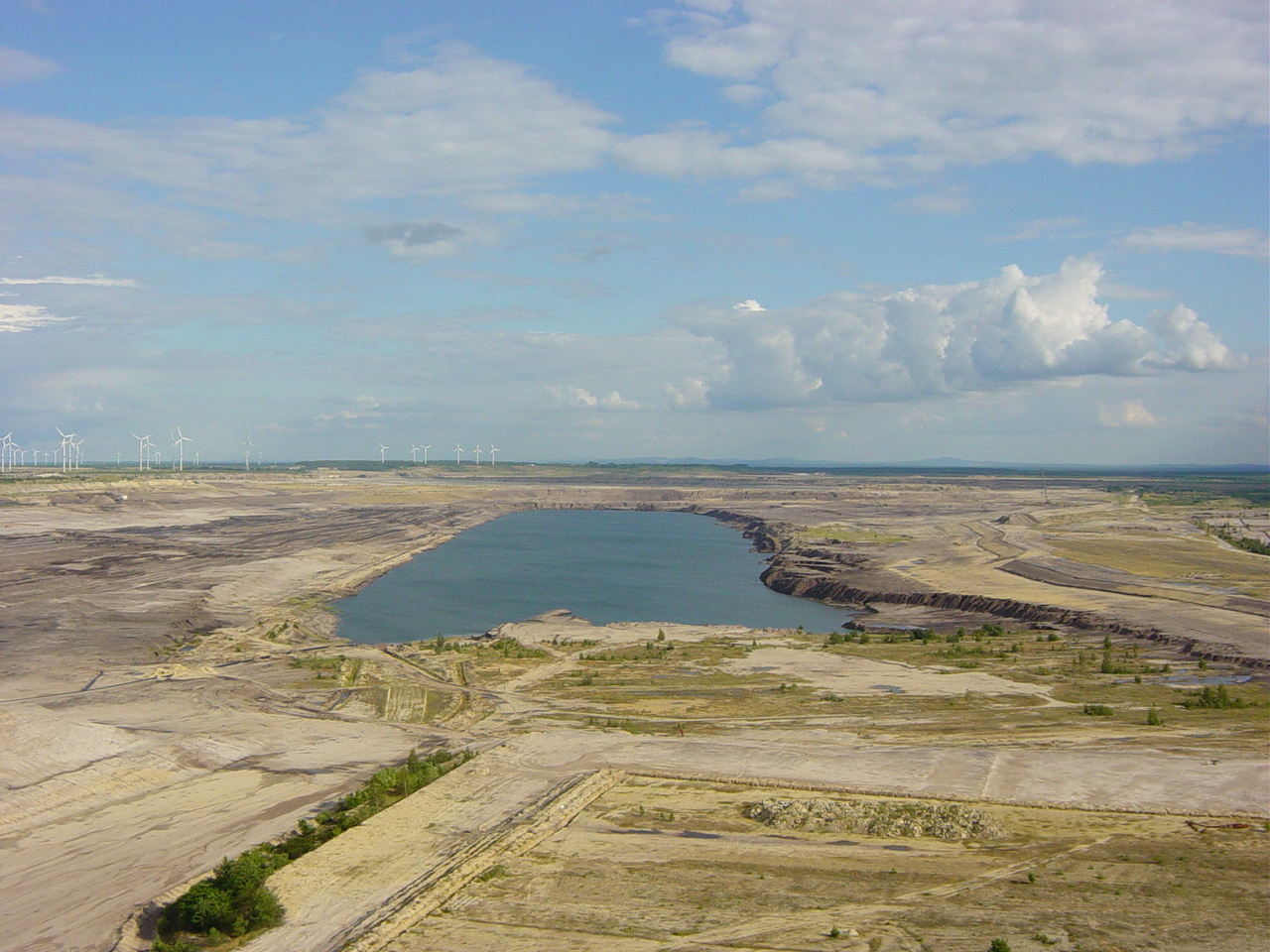
Der entstehende Bergheider See in Höhe der ehemaligen Ortslage (2004)

Die Lausitzer und Mitteldeutsche Bergbau-Verwaltungsgesellschaft (LMBV) begann 2001 mit der Flutung des Restlochs des ehemaligen Tagebaus Klettwitz-Nord. Die Flutung des nun als Bergheider See bekannten Restlochs wurde im Mai 2014 beendet.